# Mihály Fazekas

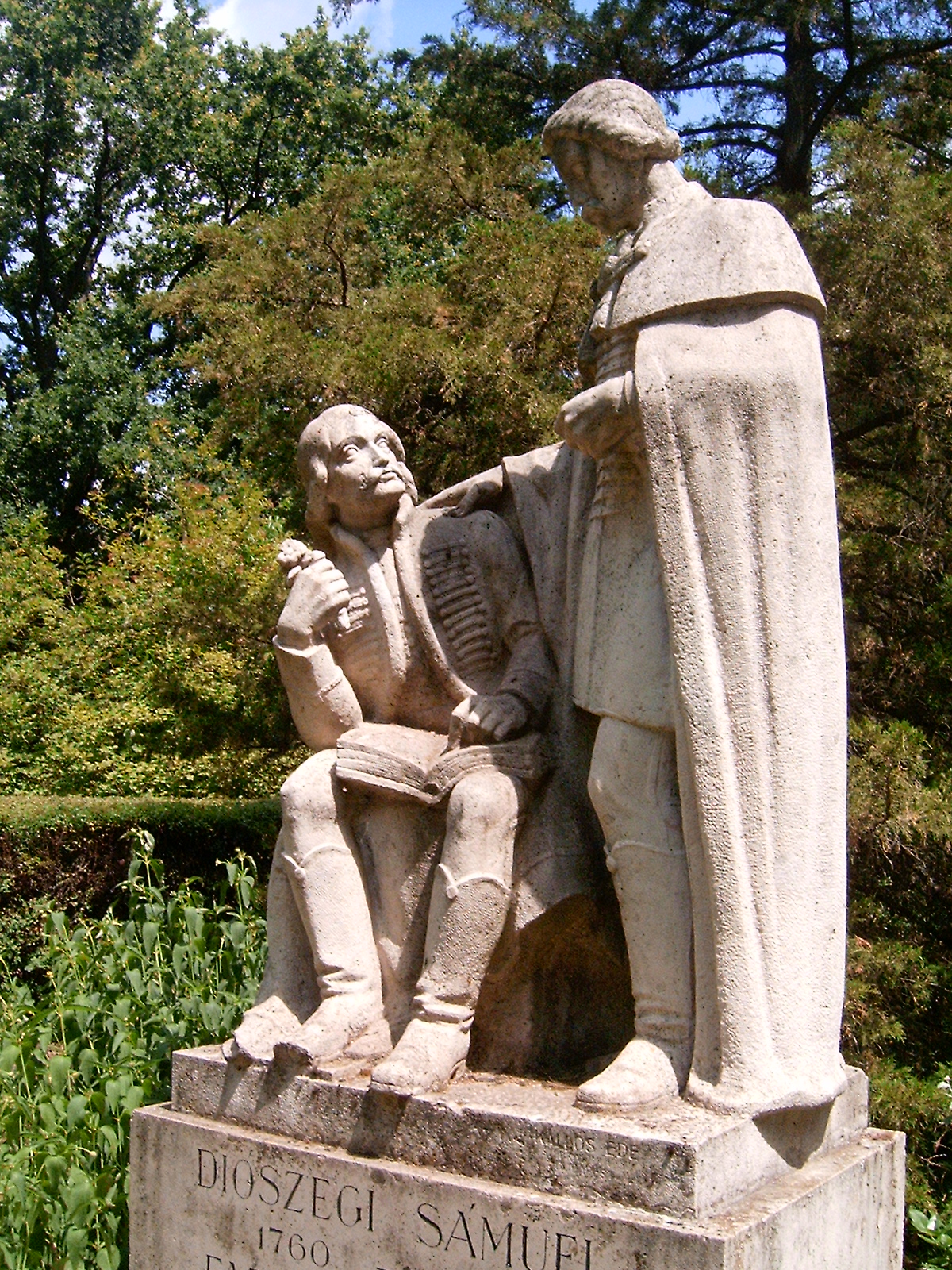
Skulptur von Sámuel Diószegi und Mihály Fazekas auf dem Gelände der Debrecener Universität. Fazekas ist sitzend abgebildet

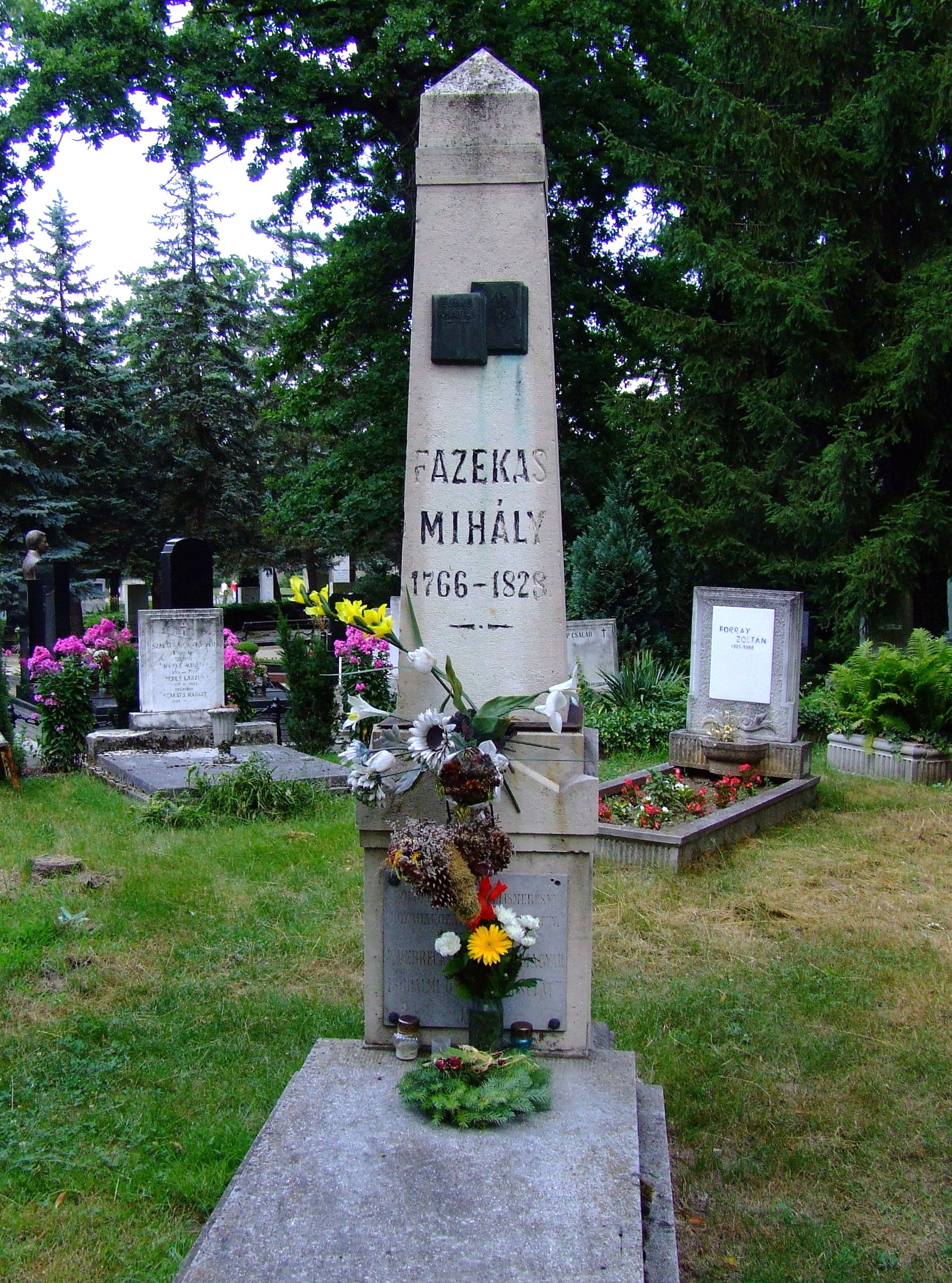
Mihálys Fazekas Grab

Mihály Fazekas (* 6. Januar 1766 in Debrecen; † 23. Februar 1828 ebenda) war ein ungarischer Dichter und Botaniker.

## Leben
Die Schule begann er in seiner Geburtsstadt, 1779 beendete er die 6. Klasse des Gymnasiums. Am 20. April 1781 wurde er Student am Debrecener Kollegium; seine Lehrer waren P. István Szathmáry, István Hatvani, János Varjas und Miklos Sinai. Weil er sich zurückgesetzt fühlte, zerstritt er sich mit seinen Lehrern und trat am 16. April 1782 in das 84. Kavallerieregiment ein. Dort wurde er mit seiner Abteilung im Türkenkrieg und Frankreichkrieg eingesetzt, kämpfte bei Rajná und wurde kurze Zeit später Husarenoffizier. Er war jedoch von sanfter, ruhiger, in sich gekehrter Natur und hatte daher keinen Gefallen am Kriegsleben. 1796 wandte er sich von diesem ungeliebten Beruf ab. 
Er kehrte zurück in seine Geburtsstadt und heiratete eine Tochter von István Veszprémi, einem bekannten Debrecener Arzt. Er liebte die Botanik und dichtete nebenbei. 1807 wurde er zum Kirchenverwalter gewählt. Er war Mitglied des Debrecener Kreises und hielt Verbindung mit Mihály Csokonai Vitéz und Ferenc Kazinczy. 
In seinen letzten Jahren litt er unter vielen Krankheiten, die Spätfolgen seiner Soldatenzeit waren.
In seinem Hauptwerk „Lúdas Matyi“ (das auch verfilmt wurde) beschreibt er humorvolle Geschichten von dem Gänsehirten Matyi, der seine Tiere auf dem Markt verkaufen will. Es handelt sich bei den Motiven um Wandererzählungen, die in verschiedenen Gegenden umliefen, aber von Fazekas mit ungarischem Kolorit versehen wurden.

## Werke
- Magyar füvészkönyv, mely a két magyar hazában találtatható növényeknek megismerésére vezet, a Linné alkotmánya szerént. Debrecen, 1807. Két rész., Diószegi Sámuellel dolgozta ki. (Ungarisches Botanikbuch)
- Orvosi füvész-könyv mint a magyar füvészkönyv praktikai része. Debrecen, 1813. - Neve ugyan nem fordul elő a címlapon, azonban, hogy neki is része volt benne, nem kétséges, mert ez kitűnik az előző mű előszavából. E két munka megalkotta a magyar botanika nomenklaturáját, fölhasználva a népies elnevezéseket, és ha szükséges volt, alkotott ugyan új neveket, de mindig népies gyökökből vagy népies észjárásból és a növény tulajdonságaiból merítve. (Medizinisches Botanikbuch)
- Lúdas Matyi. - „Gänse-Matthias“; diese Geschichten basierten auf Volkserzählungen. Die erste Ausgabe erschien 1815 in Wien, ohne Wissen des Dichters. Fazekas schrieb am 15. November 1815 an den Herausgeber, dass er „Lúdas Matyi“ verfasst hatte und überarbeitete den Text seines Werkes. Daraufhin erschien 1817 die 2. Auflage als verbesserte Ausgabe mit den Initialen „F.M.“ auf der Titelseite.
- Csillag óra, melyből a ki a jelesebb álló csillagokat esmeri, az esztendőnek minden tiszta éjjelén és annak minden részeiben, megtudhatja, hány óra és fertály légyen. Debrecen, 1826.
- Fazekas Mihály versei. Összegyűjtötte Lovász Imre. Pest, 1836. (Gedichte)
- Fazekas Mihály schrieb das 127. Lied des Evangelisch-reformierten Gesangbuches
- Levelei Debrecenből Kazinczy Ferenczhez, 1805. aug. 20. (Kazinczy Levelezése III.), Kerekes Ferenchez 1815. nov. 24. (Delejtű 1859. 286. l.), Fodor Gerzsonhoz 1826. ápr. 22. a Figyelőben (V. 1878.). (Briefe)